# Pino Daniele
Pino Daniele (Nápoles, 19 de marzo de 1955-Roma, 4 de enero de 2015) fue un músico y cantautor italiano.

## Biografía
Nació en el barrio napolitano de Porto en el seno de una familia modesta y fue el primero de seis hijos de un trabajador portuario. Se diplomó en el instituto de contabilidad «Armando Diaz» de Nápoles. Aprendió a tocar la guitarra autodidácticamente; inicialmente sus canciones estaban caracterizadas por un fuerte compromiso social y político; al pasar el tiempo se orientó a un mercado más popular.
Tocó en Cuba y en el Madison Square Garden con Bob Marley y con Bob Dylan, y además con Almamegretta, Jovanotti, Eros Ramazzotti, Claudio Baglioni, Chick Corea, Franco Battiato, Lucio Dalla, Ralph Towner, Yellowjackets, Mike Mainieri, Danilo Rea y Mel Collins; participó en una gira como protagonista junto a Fiorella Mannoia, Francesco De Gregori y Ron. Grabó un disco en colaboración con Richie Havens y otro en colaboración con Gato Barbieri.
Pino Daniele también compuso la música para la banda sonora de las películas "Ricomincio da tre", "Le vie del Signore sono finite" y "Pensavo fosse amore... invece era un calesse", todas dirigidas por su amigo Massimo Troisi.
Divorciado de Dorina Giangrande (su corista en el álbum Terra mia), con la cual tuvo dos hijos, Alessandro y Cristina; se volvió a casar con Fabiola Sciabbarasi, con la cual tuvo a Sara (a quien dedicó la canción en Medina), Sofia (a la cual dedicó Nuages) y Francesco.

## Discografía
- 1977 - Terra mia
- 1979 - Pino Daniele
- 1980 - Nero a metà
- 1981 - Vai mò
- 1982 - Bella 'mbriana
- 1984 - Musicante
- 1984 - Sciò live (Directo, 2cd)
- 1985 - Ferryboat
- 1987 - Bonne soirée
- 1987 - Le vie del Signore sono finite banda de sonido de la omonima película de Massimo Troisi
- 1988 - Schizzichea with love
- 1989 - Mascalzone latino
- 1991 - Un uomo in blues
- 1992 - Sotto 'o sole
- 1993 - Che Dio ti benedica
- 1993 - E sona mo' (Directo)
- 1995 - Non calpestare i fiori nel deserto
- 1997 - Dimmi cosa succede sulla terra
- 1998 - Yes I Know My Way (Recopilación)
- 1999 - Come un gelato all'equatore
- 2000 - Napul'è - (Recopilación, 2cd)
- 2001 - Medina
- 2002 - Concerto Medina Tour 2001 (Directo con dos inéditos: "Un cielo senza nuvole" y "Bel orizzonte".)
- 2002 - In Tour (con De Gregori, Fiorella Mannoia e Ron).
- 2002 - Amore senza fine (Recopilación)
- 2004 - Passi d'autore - (Pino Daniele Project)
- 2005 - Iguana café - (Latin Blues e Melodie)
- 2007 - Il mio nome è Pino Daniele e Vivo Qui
- 2008 - Ricomincio da 30
- 2009 - Electric Jam
- 2010 - Boogie Boogie Man
- 2012 - La Grande Madre  (Nuevo disco marzo de 2012)